# Fresendelf
Fresendelf település Németországban, Schleswig-Holstein tartományban. Lakosainak száma 84 fő (2023. december 31.).

## Népesség
A település népességének változása:
| Lakosok száma | 70   | 94   | 93   | 93   | 86   | 84   |
|               | 1975 | 2017 | 2019 | 2021 | 2022 | 2023 |